# Indian Super League 2023/24
Die Indian Super League 2023/24 war die zehnte Spielzeit der höchsten indischen Fußballliga. Die Saison begann am 21. September 2023 und endete am 4. Mai 2024. An der Liga nahmen zwölf Mannschaften teil. Titelverteidiger war der Mumbai City FC.

## Mannschaften
| Mannschaft          | Standort    | Stadion                        | Kapazität |
| ------------------- | ----------- | ------------------------------ | --------- |
| Mohun Bagan AC      | Kolkata     | Yuba Bharati Krirangan         | 68.000    |
| Bengaluru FC        | Bengaluru   | Sree-Kanteerava-Stadion        | 24.000    |
| Chennaiyin FC       | Chennai     | Jawaharlal Nehru Stadium       | 40.000    |
| East Bengal Club    | Kolkata     | Yuba Bharati Krirangan         | 68.000    |
| FC Goa              | Margao      | Fatorda-Stadion                | 19.800    |
| Hyderabad FC        | Hyderabad   | Gachibowli-Stadion             | 32.000    |
| Jamshedpur FC       | Jamshedpur  | JRD Tata Sports Complex        | 24.424    |
| Kerala Blasters FC  | Kochi       | Jawaharlal Nehru Stadium       | 60.500    |
| Mumbai City FC      | Mumbai      | Mumbai Football Arena          | 18.000    |
| NorthEast United FC | Guwahati    | Indira Gandhi Athletic Stadium | 23.850    |
| Odisha FC           | Bhubaneswar | Kalinga Stadium                | 15.000    |
| Punjab FC           | Punjab      | Jawaharlal Nehru Stadium       | 60.000    |

## Ausländische Spieler
| Mannschaft          | Spieler 1            | Spieler 2             | Spieler 3              | Spieler 4       | Spieler 5      | AFC Spieler          | Unregistrierte Spieler                        | Ehemalige Spieler                                                       |
| ------------------- | -------------------- | --------------------- | ---------------------- | --------------- | -------------- | -------------------- | --------------------------------------------- | ----------------------------------------------------------------------- |
| Bengaluru FC        | Ryan Williams        | Oliver Drost          | Slavko Damjanović      | Keziah Veendorp | Javi Hernández | Aleksandar Jovanovic |                                               | Curtis Main                                                             |
| Chennaiyin FC       | Rafael Crivellaro    | Ryan Edwards          | Cristian Battocchio    | Connor Shields  | Lazar Ćirković | Jordan Murray        |                                               |                                                                         |
| East Bengal Club    | Cleiton Silva        | Felicio Brown Forbes  | Aleksandar Pantić      | Saúl Crespo     | Víctor Vázquez | Hijazi Maher         | Jordan Elsey                                  | Borja Herrera José Antonio Pardo Javier Siverio                         |
| FC Goa              | Carl McHugh          | Noah Sadaoui          | Borja Herrera          | Carlos Martínez | Odei Onaindia  | Paulo Retre          | Víctor Rodríguez                              |                                                                         |
| Hyderabad FC        | João Victor          |                       |                        |                 |                |                      |                                               | Joe Knowles Felipe Amorim Jonathan Moya Petteri Pennanen Oswaldo Alanís |
| Jamshedpur FC       | Elsinho              | Jérémy Manzorro       | Daniel Chima Chukwu    | Alen Stevanović | Javier Siverio | Rei Tachikawa        |                                               | Petar Slišković Steve Ambri                                             |
| Kerala Blasters FC  | Marko Lešković       | Dimitris Diamantakos  | Fedor Černych          | Miloš Drinčić   | Adrián Luna    | Daisuke Sakai        | Jaushua Sotirio Kwame Peprah Justine Emmanuel |                                                                         |
| Mohun Bagan AC      | Armando Sadiku       | Brendan Hamill        | Dimitri Petratos       | Joni Kauko      | Héctor Yuste   | Jason Cummings       | Hugo Boumous                                  |                                                                         |
| Mumbai City FC      | Jorge Pereyra Díaz   | Yoëll van Nieff       | Jakub Vojtuš           | Alberto Noguera | Tiri           | Thaer Krouma         | Iker Guarrotxena                              | Rostyn Griffiths Abdenasser El Khayati Greg Stewart                     |
| NorthEast United FC | Romain Philippoteaux | Mohammed Ali Bemammer | Hamza Regragui         | Míchel Zabaco   | Néstor Albiach | Tomi Juric           |                                               | Ibson Melo Yaser Hamed                                                  |
| Odisha FC           | Diego Maurício       | Roy Krishna           | Ahmed Jahouh           | Mourtada Fall   | Carlos Delgado | Cy Goddard           |                                               |                                                                         |
| Punjab FC           | Wilmar Jordán Gil    | Madih Talal           | Dimitrios Chatziisaias | Luka Majcen     | Juan Mera      | Kiran Chemjong       |                                               |                                                                         |

## Tabelle
Stand: Saisonende 2022/23
| Pl. | Verein              | Sp. | S  | U | N  | Tore    | Diff. | Punkte |
| --- | ------------------- | --- | -- | - | -- | ------- | ----- | ------ |
| 1.  | Mohun Bagan AC      | 22  | 15 | 3 | 4  | 047:260 | +21   | 48     |
| 2.  | Mumbai City FC (M)  | 22  | 14 | 5 | 3  | 042:190 | +23   | 47     |
| 3.  | FC Goa              | 22  | 13 | 6 | 3  | 031:210 | +10   | 45     |
| 4.  | Odisha FC           | 22  | 11 | 6 | 5  | 035:230 | +12   | 39     |
| 5.  | Kerala Blasters FC  | 22  | 10 | 3 | 9  | 032:310 | +1    | 33     |
| 6.  | Chennaiyin FC       | 22  | 8  | 3 | 11 | 026:360 | −10   | 27     |
| 7.  | NorthEast United FC | 22  | 6  | 8 | 8  | 030:340 | −4    | 26     |
| 8.  | Punjab FC (N)       | 22  | 6  | 6 | 10 | 028:350 | −7    | 24     |
| 9.  | East Bengal Club    | 22  | 6  | 6 | 10 | 027:290 | −2    | 24     |
| 10. | Bengaluru FC        | 22  | 5  | 7 | 10 | 020:340 | −14   | 22     |
| 11. | Jamshedpur FC       | 22  | 5  | 6 | 11 | 027:320 | −5    | 21     |
| 12. | Hyderabad FC        | 22  | 1  | 5 | 16 | 010:430 | −33   | 08     |

| Zum Saisonende 2023/24:                                         |
| Indischer Meister und Teilnahme an der AFC Champions League Two |

| Zum Saisonende 2022/23: |                                            |
| (M)                     | Amtierender Meister: Mumbai City FC        |
| (N)                     | Aufsteiger aus der zweiten Liga: Punjab FC |

Platz 1 bis Platz 6 = Qualifikation für die Indian Super League Play-offs

## Ergebnisse
Die Kreuztabelle stellt die Ergebnisse aller Spiele dieser Saison dar. Die Heimmannschaft ist in der linken Spalte, die Gastmannschaft in der oberen Zeile aufgelistet.
| Saison 2023/24      | BEN | CHE | EBC | GOA | HYD | JAM | KB  | MB  | MC  | NEU | ODI | PUN |
| ------------------- | --- | --- | --- | --- | --- | --- | --- | --- | --- | --- | --- | --- |
| Bengaluru FC        |     | 1:0 | 2:1 | 0:0 | 2:1 | 1:0 | 1:0 | 0:4 | 0:4 | 1:1 | 0:0 | 3:3 |
| Chennaiyin FC       | 2:0 |     | 1:1 | 0:3 | 0:1 | 2:1 | 1:0 | 1:3 | 0:2 | 2:1 | 2:1 | 5:1 |
| East Bengal Club    | 2:1 | 1:0 |     | 1:2 | 2:1 | 0:0 | 1:2 | 1:3 | 0:1 | 5:0 | 0:0 | 0:0 |
| FC Goa              | 2:1 | 4:1 | 1:0 |     | 4:0 | 1:0 | 1:0 | 0:1 | 0:0 | 0:2 | 3:2 | 1:0 |
| Hyderabad FC        | 1:1 | 0:1 | 0:1 | 0:2 |     | 0:5 | 1:3 | 0:2 | 0:3 | 2:2 | 0:3 | 0:2 |
| Jamshedpur FC       | 1:1 | 2:2 | 2:1 | 2:3 | 1:0 |     | 1:1 | 2:3 | 0:3 | 1:1 | 0:1 | 0:0 |
| Kerala Blasters FC  | 2:1 | 3:3 | 2:4 | 4:2 | 1:0 | 1:0 |     | 3:4 | 2:0 | 1:1 | 2:1 | 1:3 |
| Mohun Bagan AC      | 1:0 | 2:3 | 2:2 | 1:4 | 2:0 | 3:0 | 0:1 |     | 2:1 | 4:2 | 2:2 | 3:1 |
| Mumbai City FC      | 2:0 | 3:0 | 0:0 | 1:1 | 1:1 | 2:3 | 2:1 | 2:1 |     | 4:1 | 2:1 | 2:1 |
| NorthEast United FC | 1:1 | 3:0 | 3:2 | 1:1 | 1:1 | 2:1 | 2:0 | 1:3 | 1:2 |     | 3:0 | 0:1 |
| Odisha FC           | 3:2 | 2:0 | 2:1 | 1:1 | 3:0 | 4:1 | 2:1 | 0:0 | 2:2 | 1:0 |     | 3:1 |
| Punjab FC           | 3:1 | 1:0 | 4:1 | 3:3 | 1:1 | 0:4 | 0:1 | 0:1 | 2:3 | 1:4 | 0:1 |     |

## Torschützenliste
Saisonende 2023/24
| Platz | Spieler               | Mannschaft         | Tore |
| ----- | --------------------- | ------------------ | ---- |
| 1.    | Dimitris Diamantakos  | Kerala Blasters FC | 13   |
| 1.    | Roy Krishna           | Odisha FC          | 13   |
| 3.    | Jason Cummings        | Mohun Bagan AC     | 12   |
| 4.    | Diego Maurício        | Odisha FC          | 11   |
| 4.    | Noah Sadaoui          | FC Goa             | 11   |
| 6.    | Jorge Pereyra Díaz    | Mumbai City FC     | 10   |
| 6.    | Carlos Martínez       | FC Goa             | 10   |
| 6.    | Lallianzuala Chhangte | Mumbai City FC     | 10   |
| 6.    | Dimitri Petratos      | Mohun Bagan AC     | 10   |
| 10.   | Wilmar Jordán Gil     | Punjab FC          | 8    |
| 10.   | Armando Sadiku        | Mohun Bagan AC     | 8    |
| 10.   | Vikram Partap Singh   | Mumbai City FC     | 8    |
| 10.   | Cleiton Silva         | East Bengal Club   | 8    |
| 10.   | Luka Majcen           | Punjab FC          | 8    |

## Hattricks
Stand: Saisonende 2023/24
| Spieler             | Verein         | Gegnerischer Verein | Ergebnis | Datum             |
| ------------------- | -------------- | ------------------- | -------- | ----------------- |
| Daniel Chima Chukwu | Jamshedpur FC  | Hyderabad FC        | 5:0 (A)  | 21. Dezember 2023 |
| Vikram Partap Singh | Mumbai City FC | NorthEast United FC | 4:1 (H)  | 12. März 2024     |
| Noah Sadaoui        | FC Goa         | Hyderabad FC        | 4:0 (H)  | 5. April 2024     |

## TOP Assists
Stand: Saisonende 2022/23
| Platz | Name                  | Mannschaft          | Assists |
| ----- | --------------------- | ------------------- | ------- |
| 1.    | Madih Talal           | Punjab FC           | 10      |
| 2.    | Rafael Crivellaro     | Chennaiyin FC       | 7       |
| 2.    | Manvir Singh          | Mohun Bagan AC      | 7       |
| 2.    | Dimitri Petratos      | Mohun Bagan AC      | 7       |
| 5.    | Lallianzuala Chhangte | Mumbai City FC      | 6       |
| 5.    | Amey Ranawade         | Odisha FC           | 6       |
| 7.    | Mohammad Yasir        | FC Goa              | 5       |
| 7.    | Noah Sadaoui          | FC Goa              | 5       |
| 9.    | Jayesh Rane           | Mumbai City FC      | 4       |
| 9.    | Adrián Luna           | Kerala Blasters FC  | 4       |
| 9.    | Joni Kauko            | Mohun Bagan AC      | 4       |
| 9.    | Sahal Abdul Samad     | Mohun Bagan AC      | 4       |
| 9.    | Parthib Gogoi         | NorthEast United FC | 4       |
| 9.    | Vikram Partap Singh   | Mumbai City FC      | 4       |
| 9.    | Liston Colaco         | Mohun Bagan AC      | 4       |
| 9.    | Brandon Fernandes     | FC Goa              | 4       |
| 9.    | Ahmed Jahouh          | Odisha FC           | 4       |

## ISL Play-offs

### K.o.-Spiele
| Datum          |           | Ergebnis  |                    |
| -------------- | --------- | --------- | ------------------ |
| 19. April 2024 | Odisha FC | 2:1 n. V. | Kerala Blasters FC |
| 20. April 2024 | FC Goa    | 2:1       | Chennaiyin FC      |

### Halbfinale
| Datum              |                | Gesamt |           | Hinspiel | Rückspiel |
| ------------------ | -------------- | ------ | --------- | -------- | --------- |
| 23./28. April 2024 | Mohun Bagan AC | 3:2    | Odisha FC | 1:2      | 2:0       |
| 24./29. April 2024 | Mumbai City FC | 5:2    | FC Goa    | 3:2      | 2:0       |

### Finale
| Datum       |                | Ergebnis |                |
| ----------- | -------------- | -------- | -------------- |
| 4. Mai 2024 | Mohun Bagan AC | 1:3      | Mumbai City FC |